# Могильные курганы Дильмуна
Могильные курганы Дильмуна (араб. مدافن دلمون‎) — объект Всемирного наследия ЮНЕСКО включающий некрополи на главном острове Бахрейна, относящиеся к культуре Дилмун и Умм аль-Нар.
Бахрейн был известен с древних времен как остров с очень большим количеством захоронений, (первоначально) довольно большое количество квадратных километров курганов считалось одним из крупнейших кладбищ в древнем мире. Кладбища сосредоточены на севере острова, на твердых каменистых участках, чуть выше пахотных сельскохозяйственных угодий — юг острова в основном песчаный и пустынный. Недавние исследования показали, что приблизительно 350 000 древних могильных курганов могли быть возведены исключительно местным населением в течение нескольких тысяч лет. Могилы не принадлежат к одной и той же эпохе или к одному и тому же стилю, и могут значительно различаться по размеру в разных областях. Исследования, проводимые под эгидой Бахрейнского национального музея, все еще продолжаются, их цель установить четкие временные рамки для различных захоронений, а также рассмотреть причины возведения тех или иных видов курганов.

## Раскопки

Карта с указанием мест расположения скоплений древних курганов.

Датская группа археологов во главе с Джеффри Бибби в 1950-х годах занималась раскопками в Калат-эль-Бахрейне, столице бронзового века, вскоре они открыли некоторые курганы и обнаружили предметы, датируемые примерно 4100-3700 годами до н. э. той же культуры. Немногим позже к раскопкам подключились другие ученые, которые уже имели представление о конструкции и содержании могил региона благодаря открытию датчан.

### Камеры
Каждый из курганов состоит из центральной каменной камеры, которая обресена низкой кольцевой стенкой и покрыта землей и гравием. Размер курганов варьируется, но большинство из них имеет от 4,5 на 9 метров в диаметре и 1-2 метра высотой. Меньшие курганы обычно содержат только одну камеру. Камеры, как правило, прямоугольной формы с одним или двумя нишами в конце на северо — востоке. Изредка встречаются дополнительные пары альковов в середине больших камер.
Хотя камеры обычно содержат по одному захоронению, в некоторых помещается несколько человек, а во вторичных камерах часто нет ни одного. Умершие обычно лежали с головами в альковом конце камеры и лежали на правой стороне. Тела сопровождались несколькими предметами. Были обнаружены куски керамики, каменные штампы или печати, предметы из слоновой кости, каменные банки и медное оружие. Скелеты являются представителями обоих полов с ожидаемой продолжительностью жизни около 40 лет. Младенцев, как правило, хоронили на стенке и снаружи. Среднее количество детей на семью составило 1,6 человека.

### Сохранение противоречий
Попытки защитить курганы столкнулись с противодействием религиозных фундаменталистов, которые считают их неисламскими и призвали местное население использовать курганы в качестве фундамента для постройки нового жилья. Во время парламентских дебатов 17 июля 2005 года лидер салафистской партии «Аль-Асала» шейх Адель Мувда сказал: «Жилище для живых лучше, чем могилы для мертвых. Мы должны гордиться своими исламскими корнями, а не какой-то древней цивилизацией из другого места и времени, которая только дала нам банку здесь и кость там».